# Ямайка (пролив)
Ямайка (англ. Jamaica Channel) — пролив в Карибском море между островами Ямайка и Гаити. Является продолжением Наветренного пролива на юго-запад. Ширина пролива составляет около 190 км, глубина — до 1200 м. Примерно в 55 км к западу от Гаити в проливе располагается остров Навасса — необитаемый известняковый и коралловый остров площадью 5,2 км².
Располагаясь примерно в тысяче километров к северо-востоку от Панамского канала, пролив Ямайка является оживлённым судоходным путём для направляющихся в Тихий океан судов из Европы и восточного побережья США.